# Zhaitang
Zhaitang (kinesiska: 斋堂, 斋堂镇) är en köping i Kina. Den ligger i Mentougou i storstadsområdet Peking, i den norra delen av landet, omkring 62 kilometer väster om stadskärnan. Antalet invånare är 10 817. Befolkningen består av 5 239 kvinnor och 5 578 män. Barn under 15 år utgör 9,0 %, vuxna 15-64 år 77 %, och äldre över 65 år 13,0 %.